# Columbus Museum of Art
Het Columbus Museum of Art is een kunstmuseum in het centrum van Columbus, Ohio, aan East Broad Street. Het werd geopend op 22 januari 1931. Het werd in 1878 opgericht als de Columbus Gallery of Fine Arts en was het eerste kunstmuseum dat zijn charter in de staat Ohio registreerde. 
Het museum richt zich op het verzamelen en tentoonstellen van moderne en hedendaagse kunst, maar ook van volkskunst, glaskunst en fotografie. Het museum heeft een aanzienlijke collectie Amerikaanse schilderijen uit de 19e en 20e eeuw, waaronder 's werelds grootste verzameling schilderijen en litho's van de in Columbus geboren kunstenaar George Bellows.
Andere collecties zijn kunstwerken uit het Franse impressionisme, het Duitse expressionisme, het kubisme en de Italiaanse renaissancekunst. Er is een beeldentuin, met sculpturen van Henry Moore en anderen rondom het gebouw geplaatst.
In 2011 opende het museum Het Centrum voor Creativiteit, een ruimte van 1.672 m² met galerijen, vergaderruimtes en workshops waar bezoekers kunnen deelnemen aan praktische activiteiten. In 2013 ontving het museum de Nationale Medaille van het Instituut voor Bibliotheek- en Museumdiensten, de hoogste onderscheiding van het land voor musea.